# بطولة الأمم الخمس 1999
بطولة الأمم الخمسة 1999 (بالفرنسية: Tournoi des Cinq Nations 1999)‏ هو موسم من بطولة الأمم الستة. أقيم خلال الفترة 6 فبراير 1999 وحتى 11 أبريل 1999، وفاز فيه منتخب اسكتلندا الوطني لاتحاد الرغبي.